# Acaci de Berea
Acaci de Beroea (grec antic: Ακάκιος, llatí: Acacius) fou un religiós sirià nascut a un monestir prop d'Antioquia, defensor de l'església oficial contra les doctrines d'Arri. El 377 fou enviat a Roma per a fer front a Apol·linar davant el papa sant Damas I. Fou nomenat bisbe de Berea el 378 per Sant Eusebi de Samòsata. Va participar en el concili  de Constantinoble el 381. A la mort de Sant Meleci va participar en l'ordenació de Flavi com a bisbe d'Antioquia i va anar a Roma per evitar una separació entre les esglésies oriental i occidental. Va prendre part en la persecució contra Sant Joan Crisòstom, i després va ordenar al successor de Flavi, Porfiri, un home de fora el clergat. Va defensar a Nestori contra Ciril I d'Alexandria, però no va ser ell mateix al concili d'Efes. Ja molt vell va intentar reconciliar a Sant Ciril amb els bisbes orientals mitjançant un sínode a Berea el 432. Va morir el 437 suposadament amb 116 anys.